# Mátisfalva
Mátisfalva (románul Mătișeni) falu Romániában Hargita megyében.

## Fekvése
Székelyudvarhelytől 12 km-re délnyugatra a Kecskés-patak völgyében magas dombsorok közt fekszik, Bögözhöz tartozik, melytől 6 km-re délnyugatra van.

## Története
A hagyomány szerint egy Mátis nevű agyagfalvi ember alapította egy erdei irtványban. Református temploma 1796 és 1798 között épült, kazettás mennyezete 1801-ből való. 1910-ben 311, 1992-ben 149 magyar lakosa volt. A trianoni békeszerződésig Udvarhely vármegye Udvarhelyi járásához tartozott.

## Híres emberek
- Itt született 1891-ben Palló Imre operaénekes, a Budapesti Operaház igazgatója, a magyar opera egyik legnagyobb baritonja. Szülöházát emléktábla jelöli.